# The Satanic Witch
The Satanic Witch es un libro del escritor y fundador estadounidense de la Iglesia de Satán Anton Szandor LaVey. El libro fue publicado por la editorial Feral House, la misma que ha publicado otros trabajos de Anton LaVey. La primera edición oficial fue en 1971, pero existe una nueva versión que se lanzó al mercado el 1 de febrero de 2003. Contiene 274 páginas.
El libro, es una completa guía de instrucciones para la manipulación mental y la seducción de los hombres hacia las mujeres, entre otros temas. Aunque está dirigido hacia las mujeres, muchos satanistas masculinos pueden leerlo, ya que contiene información acerca de la magia menor y una visión de la mente femenina.
Fue publicado por primera vez por Dodd, Mead and Company, en 1971 como The Compleat Witch. Fue reeditado por la casa editorial Feral House en 1989 con una introducción de Zeena LaVey; y de nuevo en 2003 con una nueva introducción, esta vez realizada por Peggy Nadramia y el epílogo a cargo de Blanche Barton. LaVey habla sobre la psicología constitucional y el denominado reloj sintetizador de LaVey, que habla sobre la personalidad, las amistades y los amantes ideales.